# 依斯迈莫哈末阿里
敦依斯迈莫哈末阿里（1918年9月16日—1998年7月6日）马来西亚国家银行第二任总裁。马来西亚前首相马哈迪·莫哈末夫人茜蒂哈斯玛的胞兄。他是首位担任国行总裁的马来西亚人，更是在位最久的国行总裁（1962年7月至1980年7月）。

## 早年生平
依斯迈阿里早期因为第二次世界大战滞留在英国。1946年，当英国决定推动落实马来亚联邦计划，身在伦敦的依斯迈阿里在马来报章上反对该建议。

## 国家银行总裁
依斯迈阿里对国行最大的贡献在于树立属于国行的核心价值、并贯彻负责任、专业、廉洁及服务至上的文化，他对国行的要求是希望所有员工都对经济金融事务熟悉，国行服务宗旨需以国家利益为先。2018年10月8日，茜蒂哈斯玛在依斯迈纪念册推介礼上致词时表示，依斯迈当年并没有因为兄妹关系，就特别优惠身为政府领导的妹夫马哈迪·莫哈末。

## 逝世
依斯迈于1998年7月6日去世，享壽79岁。他被安葬在安邦路穆斯林公墓。

## 家族
- 茜蒂哈斯玛（妹妹）
- 阿末拉查里·莫哈末阿里（胞弟）
- 莫哈末哈欣·莫哈末阿里（胞弟）
- 马哈迪·莫哈末（妹夫）

## 荣誉
依斯迈于1980年获册封马来西亚最高勋衔“敦”（Tun）。为了纪念他的贡献，吉隆坡的一座建筑被命名为“Tun Ismail Mohamad Ali Tower”。

## 相关书籍
- 《国家银行：首个25年（1959-1984）》